# Leonard Carmichael

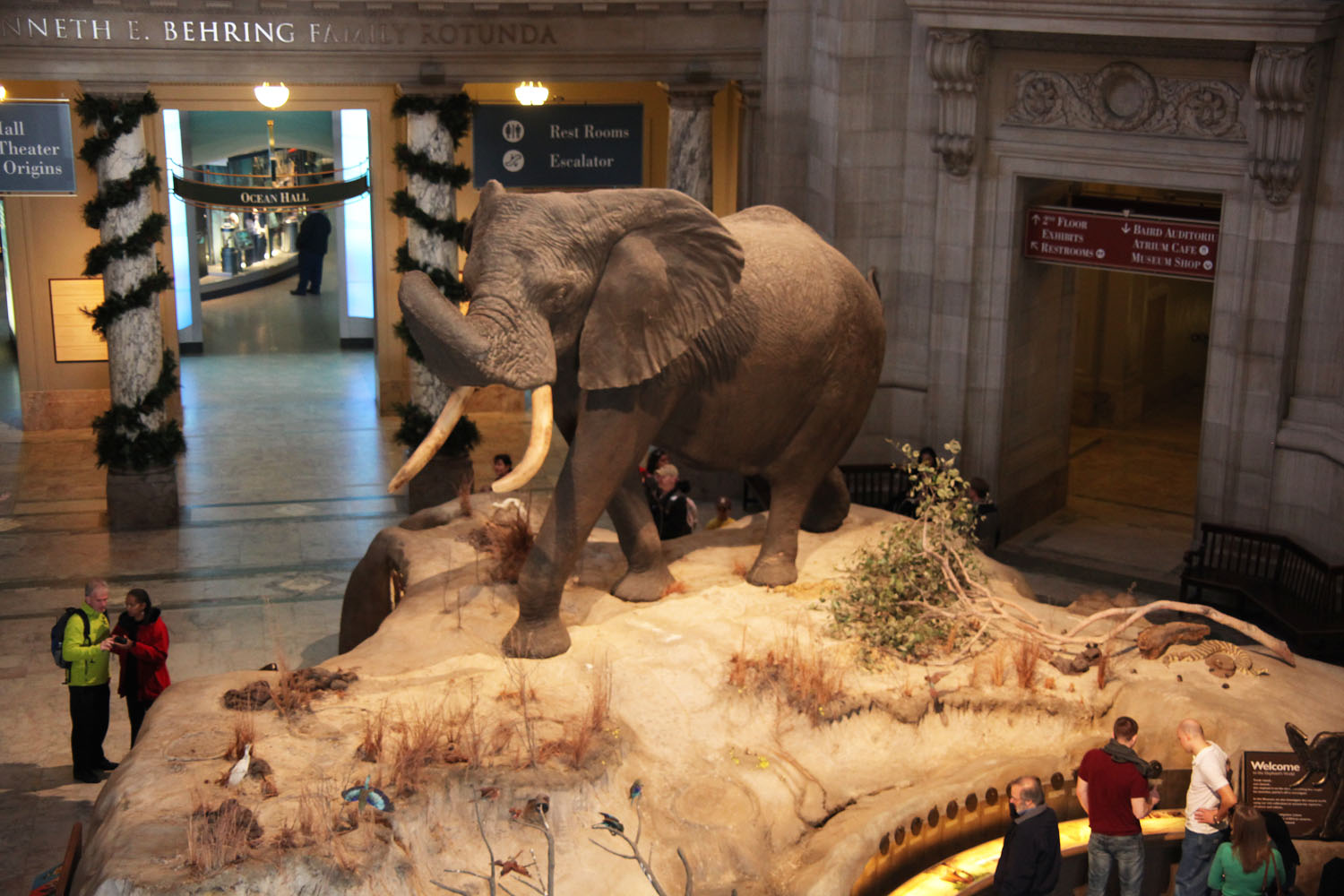
Elefante de Fényköv, instalado en la sala redonda del Museo Nacional de Historia Natural siendo Carmichael secretario de la institución

Leonard Carmichael (9 de noviembre de 1898 – 16 de septiembre de 1973) fue un educador y psicólogo estadounidense. Además, fue el séptimo secretario del Instituto Smithsoniano en 1953.

## Educación y vida tempranas
Carmichael, hijo de un médico y de una maestra, nació en 1898, en Germantown, Pensilvania. Obtuvo su graduación en la Universidad Tufts en 1921, y su doctorado en la Universidad de Harvard en 1924. Fue instructor en el departamento de psicología de la Universidad de Princeton en 1924, siendo nombrado profesor ayudante en 1926. Durante catorce años, Carmichael enseñó en la Universidad de Brown, centrando en la psicología experimental con primates. Después formar parte de la Facultad Universitaria de Brown de 1927 a 1936, se trasladó a la Universidad de Rochester. Fue nombrado presidente de la Universidad Tufts en 1938, donde permaneciá hasta que pasó a trabajar para el Smithsonian en 1953.

## Secretario del Smithsonian
Carmichael permaneció como secretario del Instituto Smithsoniano de 1953 a 1964, siendo el primer secretario contratado del exterior de la Institución, en vez de ser promovido desde dentro. Durante su mandato, se creó la Galería Nacional de Retratos (adquiriendo el Edificio de la Oficina de Patentes que se convirtió en su sede) , y se inauguró el Museo de Historia y Tecnología (ahora Museo Nacional de Historia Americana). Se añadieron nuevas alas al Museo Nacional de Historia Natural, el diamante Hope fue donado por Harry Winston, y el elefante de Fénykövi fue instalado en la sala redonda del Museo de Historia Natural. Revitalizó el Observatorio Astrofísico Smithsoniano, trasladándolo a Cambridge, Massachusetts. En 1957, cuando fue lanzado el Sputnik, el observatorio era la única institución de los EE. UU. capaz de seguir el satélite soviético. Después de la muerte de un visitante en el Parque Zoológico Nacional, Carmichael buscó financiación adicional para realizar importantes mejoras de seguridad. Se creó una asociación de Amigos del Zoológico Nacional, formulándose e iniciándose un Plan Maestro para mejorar el zoológico.

## Últimos años y legado
Después de dejar el Smithsonian, fue nombrado vicepresidente de investigación y exploración del National Geographic. En 1972 Carmichael recibió la Medalla de Bienestar Público de la Academia Nacional de Ciencias. La Organización de Servicios Comunitarios de la Universidad Tufts, la Sociedad Leonard Carmichael; el Carmichael Hall, un dormitorio y comedor en el campus de Tufts; y el cráter lunar Carmichael llevan este nombre en su honor.
Carmichael es a veces mencionado en conexión con el proyecto MKULTRA (una experiencia de control mental ligada a la CIA).
Murió el 16 de septiembre de 1973.

## Lecturas relacionadas
- Pfaffmann, C (1980). «Leonard Carmichael: November 9, 1898–September 16, 1973». Biographical memoirs. National Academy of Sciences (U.S.) (UNITED STATES) 51: 25-47. PMID 11620781.PMID 11620781.